# Esfera de Bloch

esfera de Bloch.

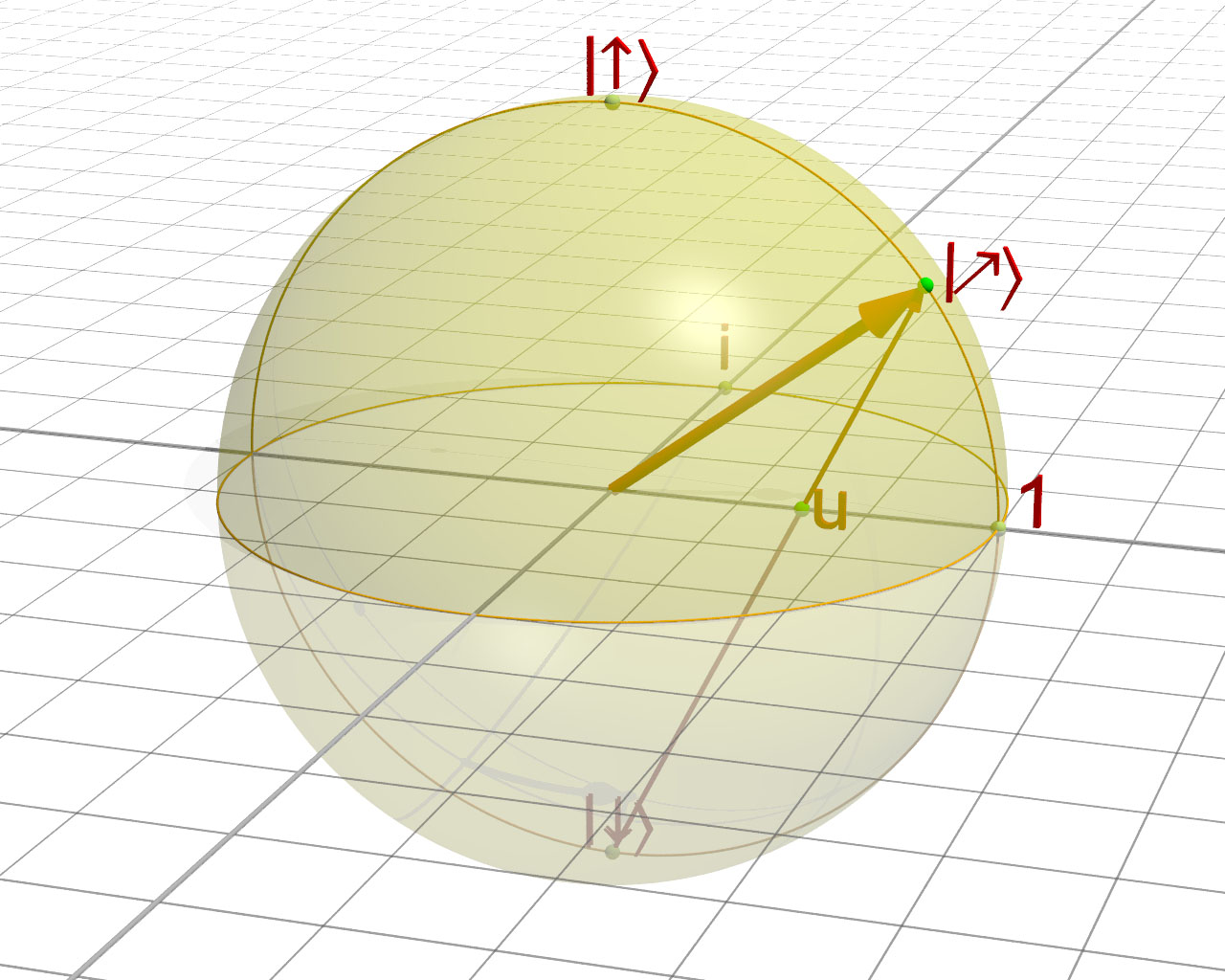
L'estat d'un sistema a dos nivell, de manera que un espí 1/2 o més generalment un qubit, pot ser representat per un punt a uns esfera.

En mecànica quàntica, l'esfera de Bloch és una representació geomètrica de l'espai d'estats purs d'un sistema quàntic de dos nivells. El seu nom fa referència al físic suís Felix Bloch. Per extensió, també sol anomenar esfera de Bloch al conjunt d'estats purs de sistema física d'un nombre finit arbitrari de nivells. En aquest cas, com es mostrarà després, l'esfera de Bloch ja no és una esfera, però té una estructura geomètrica coneguda com a espai simètric.
Geomètricament l'esfera de Bloch pot ser representada per una esfera de radi unitat en  R   3 . En aquesta representació, cada punt de la superfície de l'esfera correspon unívocament a un estat pur de l'espai de Hilbert de dimensió complexa 2, que caracteritza un sistema quàntic de dos nivells.
Cada parell de punts diametralment oposats sobre l'esfera de Bloch correspon a dos estats ortonormals en l'espai de Hilbert, ja que la distància entre aquests és  2  el que immediat implica ortogonalitat. Com a conseqüència formen una base d'aquest. Aquests estats resulten ser autovectors de la projecció de l'operador d'espín 1/2 sobre la direcció que determinen els dos punts. Aquest operador s'expressa emprant les matrius de Pauli, i tot sistema quàntic de dos nivells pot equiparar-se al cas d'espín 1/2.
El punt de coordenades cartesianes (0,0,1) correspon a l'autovector amb autovalor positiu de la matriu de Pauli {\displaystyle \sigma _{z}}, mentre que el punt oposat (0,0, - 1) correspon a l'autovector amb autovalor negatiu. En la terminologia de computació quàntica, emprada en tractar els qubits, tots dos estats es designen per {\displaystyle |0\rangle } i {\displaystyle |1\rangle } respectivament. Aquests estats en terminologia de espín 1/2 poden designar per {\displaystyle |+\rangle } i {\displaystyle |-\rangle }, o" espín amunt "i" espín baix ".
El que s'ha dit per als punts sobre l'eix Z val per als altres eixos emprant en cada cas la matriu de Pauli corresponent.

## Definició
Qualsevol punt de l'esfera de Bloch és un estat quàntic o  qubit  i es pot expressar com:

{\displaystyle |\psi \rangle =\cos(\theta /2)|0\rangle +e^{i\phi }\sin(\theta /2)|1\rangle }

On {\displaystyle \theta ,\phi } són nombres reals tals que {\displaystyle 0\leq \theta \leq \pi } i {\displaystyle 0\leq \phi \leq 2\pi }.

## Desenvolupament

### El qubit
Un qubit es pot representar com una combinació lineal dels estats {\displaystyle \scriptstyle |0\rangle } i {\displaystyle \scriptstyle |1\rangle }, és a dir: 

{\displaystyle |\psi \rangle =\alpha |0\rangle +\beta |1\rangle }

On tant {\displaystyle \alpha } com {\displaystyle \beta } poden ser nombres complexos, els quals podem escriure en forma exponencial:

{\displaystyle |\psi \rangle =\alpha |0\rangle +\beta |1\rangle =r_{\alpha }e^{i\phi _{\alpha }}|0\rangle +r_{\beta }e^{i\phi _{\beta }}|1\rangle }

Llavors hem caracteritzat el qubit en termes de quatre paràmetres reals.

### Invariable respecte a la fase global
No obstant això, les úniques quantitats mesurables són les probabilitats {\displaystyle \scriptstyle |\alpha |^{2}} i {\displaystyle \scriptstyle |\beta |^{2}}, llavors multiplicar aquest estat per un factor arbitrari {\displaystyle \scriptstyle e^{i\gamma }} (una fase global) no té conseqüències observables, ja que:

{\displaystyle |\alpha e^{i\gamma }|^{2}={\overline {(\alpha e^{i\gamma })}}(\alpha e^{i\gamma })=e^{-i\gamma }{\bar {\alpha }}(e^{i\gamma }\alpha )={\bar {\alpha }}\alpha =|\alpha |^{2}\,}

i de forma similar per {\displaystyle \scriptstyle |\beta |^{2}}. Això es coneix com a invariància pel que fa a la fase global. Així, que podem multiplicar lliurement el nostre estat per {\displaystyle \scriptstyle e^{-i\phi _{\alpha }}}:

{\displaystyle |\psi '\rangle =e^{-i\phi _{\alpha }}|\psi \rangle =|\psi \rangle =r_{\alpha }|0\rangle +r_{\beta }e^{i(\phi _{\beta }-\phi _{\alpha })}|1\rangle =|\psi \rangle =r_{\alpha }|0\rangle +r_{\beta }e^{i\phi }|1\rangle }

On hem usat {\displaystyle \scriptstyle \phi =\phi _{\beta }-\phi _{\alpha }}, reduint el nombre de paràmetres a tres.

### Condició de normalització
A més, tenim la condició de normalització {\displaystyle \langle \psi |\psi \rangle =1}. Si escrivim {\displaystyle r_{\beta }e^{i\phi }} en forma cartesiana, podem escriure aquesta condició com:
{\displaystyle {\begin{array}{rcl}\langle \psi |\psi \rangle &=&1\\&=&|r_{\alpha }|^{2}+|x+iy|^{2}\\&=&r_{\alpha }^{2}+x^{2}+y^{2}\end{array}}}
Però l'equació {\displaystyle 1=r_{\alpha }^{2}+x^{2}+y^{2}} correspon a una esfera unitària en l'espai real 3D (x, y, {\displaystyle r_{\alpha }}).

### Coordenades esfèriques
Això ens suggereix que es pot representar l'estat {\displaystyle |\psi \rangle } com un punt sobre la superfície d'aquesta esfera unitària. Aquests punts s'escriuen en termes dels angles {\displaystyle \theta } i {\displaystyle \phi } com:

{\displaystyle {\begin{array}{rcl}x&=&\cos(\phi )\sin(\theta )\\y&=&\sin(\phi )\sin(\theta )\\z&=&\cos(\theta )=r_{\alpha }\end{array}}}

Substituint això en el nostre estat tenim:

{\displaystyle {\begin{array}{rcl}|\psi \rangle &=&r_{\alpha }|0\rangle +(x+iy)|1\rangle \\&=&\cos(\theta )|0\rangle +(\cos(\phi )\sin(\theta )+i\sin(\phi )\sin \theta ))|1\rangle \\&=&\cos(\theta )|0\rangle +\sin(\theta )e^{i\phi }|1\rangle \end{array}}}

### Angles mitjans
Notem ara que si {\displaystyle \scriptstyle \theta =0}, {\displaystyle \scriptstyle |\psi \rangle =|0\rangle }, i si {\displaystyle \scriptstyle \theta =\pi /2}, {\displaystyle \scriptstyle |\psi \rangle =e^{i\phi }|1\rangle }. Aquesta última expressió correspon als estats sobre l'equador de la nostra esfera. Això suggereix que en realitat n'hi ha prou {\displaystyle \scriptstyle 0\leq \theta \leq \pi /2} per tenir tots els estats possibles.
Considerem ara un estat {\displaystyle |\psi '\rangle } que aquest en el costat oposat de l'esfera, que tingui coordenades {\displaystyle (1,\pi -\theta ,\phi +pi)}.

{\displaystyle {\begin{array}{rcl}|\psi '\rangle &=&\cos(\pi -\theta )|0\rangle +\sin(\pi -\theta )e^{i(\phi +\pi )}|1\rangle \\&=&-\cos(\theta )|0\rangle +\sin(\theta )e^{i(\phi +\pi )}|1\rangle \\&=&-\cos(\theta )|0\rangle -\sin(\theta )e^{i\phi }|1\rangle \\&=&-|\psi \rangle \end{array}}}

És a dir que tots els estats sota de l'equador són el negatiu d'algun estat per sobre de l'equador. Per no repetir els estats sobre l'esfera, canviem l'expressió:

{\displaystyle |\psi \rangle =\cos(\theta )|0\rangle +\sin(\theta )e^{i\phi }|1\rangle }

per:

{\displaystyle |\psi \rangle =\cos(\theta /2)|0\rangle +\sin(\theta /2)e^{i\phi }|1\rangle }

De tal manera que tots els punts sobre l'esfera corresponen a algun únic estat diferent.

## Ajuda visual
Un dels usos de l'esfera de Bloch és el de visualitzar l'acció de diferents portes lògiques en computació quàntica, o l'evolució temporal de l'estat d'un sistema de dos nivells descrit per un hamiltonià, com en estudiar els polsos emprats en ressonància magnètica nuclear. En ambdós casos s'ha d'estudiar l'acció d'una matriu unitària 2x2, que sempre es pot descompondre com a producte d'operadors de rotació.
Un operador de rotació es defineix per un eix i un angle de gir. L'acció d'un operador de rotació sobre l'estat quàntic es tradueix, pel que fa al punt associat a l'estat sobre l'esfera de Bloch, en una rotació del punt respecte a l'eix de rotació en l'angle de gir. Per exemple, la porta lògica quàntica que realitza la transformació d'Hadamard es descriu per la matriu

{\displaystyle H={\frac {1}{\sqrt {2}}}{\begin{pmatrix}1&1\\1&-1\end{pmatrix}}}

Sobre l'esfera de Bloch la transformació de Hadamard equival a una rotació de 90° al voltant del eix Y, seguida d'una rotació de 180° respecte a l'eix X. O també, de manera equivalent, a una rotació de 180° respecte a l'eix Z seguida d'una rotació de 90 º respecte a l'eix Y. Així es pot comprovar visualment que la transformació de Hadamard porta el punt de coordenades cartesianes (1,0,0) al punt (0,0,1), el que correspon a l'expressió analítica:

{\displaystyle H\left({\frac {1}{\sqrt {2}}}|0\rangle +{\frac {1}{\sqrt {2}}}|1\rangle \right)={\frac {1}{\sqrt {2}}}{\frac {1}{\sqrt {2}}}(|0\rangle +|1\rangle )+{\frac {1}{\sqrt {2}}}\left(({\frac {1}{\sqrt {2}}}|0\rangle -{\frac {1}{\sqrt {2}}}|1\rangle \right)=|0\rangle }